# Wallmoden
Wallmoden är en kommun och ort i Landkreis Goslar i förbundslandet Niedersachsen i Tyskland. 
Kommunen bildades 1 mars 1974 genom en sammanslagning av de tidigare kommunerna Alt Wallmoden, Neuwallmoden och Bodenstein.
Kommunen ingår i kommunalförbundet Samtgemeinde Lutter am Barenberge tillsammans med ytterligare två kommuner.